# Estimulante de apetite
Um estimulante de apetite ou estimulante orexigênico é uma droga, hormônio ou composto que aumenta o apetite e pode induzir hiperfagia. Pode ser um hormônio neuropeptídeo de ocorrência natural, como grelina, orexina ou o neuropeptídeo Y, ou um medicamento que aumenta a fome e, portanto, aumenta o consumo de alimentos. Normalmente, o aumento do apetite é considerado um efeito colateral indesejável de certos medicamentos, pois leva ao ganho de peso indesejado, mas às vezes pode ser benéfico e medicamentos podem ser prescritos apenas para esse fim, especialmente quando o paciente está sofrendo de perda de apetite severa ou perda de massa muscular devido a fibrose cística, anorexia, velhice, câncer ou AIDS. Existem vários medicamentos amplamente utilizados que podem agir como estimulantes do apetite, incluindo antidepressivos tricíclicos (TCAs), antidepressivos tetracíclicos, canabinóides naturais ou sintéticos, anti-histamínicos de primeira geração, a maioria dos antipsicóticos e diversos hormônios esteróides. 

## Lista de estimulantes de apetite
- Antagonistas/agonistas inversos do receptor 5-HT2C – mirtazapina, olanzapina, quetiapina, amitriptilina, ciproheptadina, lurasidona
- antagonistas do receptor H1 /agonistas inversos – mirtazapina, olanzapina, quetiapina, amitriptilina, cipro-heptadina, pizotifeno
- Antagonistas da dopamina – haloperidol, clorpromazina, olanzapina, risperidona, quetiapina
- Antagonistas adrenérgicos : 
  - Bloqueadores beta-adrenérgicos – propranolol, etc.
  - Antagonistas adrenérgicos α2 – mirtazapina, mianserina
  - Bloqueadores α1/β mistos – carvedilol
- Agonistas adrenérgicos α2 - clonidina
- Agonistas do receptor CB1 (canabinóides – THC/dronabinol (componentes da Cannabis ), nabilona
- Corticosteróides–dexametasona, prednisona, hidrocortisona
- Certos esteróides pregneno - acetato de megestrol, acetato de medroxiprogesterona
- Esteróides anabolizantes – oxandrolona, undecilenato de boldenona, testosterona
- Outros esteróides, como Prednisolona
- Medicamentos antidiabéticos de sulfonilureia, como glibenclamida, clorpropamida e tolbutamida
- Estabilizadores de humor, como lítio
- Alguns medicamentos antiepilépticos, como valproato, carbamazepina e gabapentina[11]
- Ligantes α2δ do VDCC - gabapentina, pregabalina[12]
- Agonistas do receptor de grelina, como anamorelina, GHRP-6, ibutamoren, ipamorelina e pralmorelina
- Antagonistas do receptor MC4
- Insulina
- Açúcares, como a frutose[13]
- Bebidas alcoólicas[14]